# Katarzyna Pawłowska
Katarzyna Pawłowska (* 16. August 1989 in Ostrów Wielkopolski) ist eine ehemalige polnische Radrennfahrerin, die dreimal Weltmeisterin wurde.

## Sportliche Laufbahn
2009 wurde Katarzyna Pawłowska mit Magdalena Zamolska polnischer Meister im Paarzeitfahren. 2011 stand sie sowohl bei den Bahn-Europameisterschaften der Elite wie auch bei denen der U23 mehrfach auf dem Podium. Im Jahr darauf errang sie bei den UCI-Bahn-Weltmeisterschaften 2012 in Melbourne im Scratch ihren ersten Weltmeistertitel. Diesen Erfolg konnte sie im Jahr darauf, bei den UCI-Bahn-Weltmeisterschaften 2013 in Minsk, wiederholen. Ebenfalls 2013 wurde sie polnische Meisterin im Einzelzeitfahren sowie im Omnium und  in der Einerverfolgung.
Bei den UCI-Bahn-Weltmeisterschaften 2014 in Cali wurde sie Vizeweltmeisterin im Scratch. 2015 belegte sie bei den Straßen-Weltmeisterschaften in Richmond mit dem Boels Dolmans Cyclingteam den zweiten Platz im Mannschaftszeitfahren und gewann bei den Bahn-Europameisterschaften in Grenchen die Goldmedaille im Punktefahren.
Wenige Monate später, im März 2016, errang Katarzyna Pawłowska in London im Punktefahren ihren dritten WM-Titel. 2017 errang sie Erfolge auf Bahn und Straße: Bei den Bahn-Europameisterschaften belegte sie mit Justyna Kaczkowska, Daria Pikulik und Nikol Płosaj Rang drei in der Mannschaftsverfolgung; bei der Tour Cycliste Féminin International de l’Ardèche entschied sie zwei und bei der Healthy Ageing Tour eine Etappe für sich. Zudem wurde sie erneut polnische Meisterin im Einzelzeitfahren.
Bei den Europaspielen 2019 belegte der polnische Frauen-Vierer Pawlowska, Kaczkowska, Karolina Karasiewicz und Płosaj Platz drei. Im Rest des Jahres wurde Pawłowska von gesundheitlichen Problemen geplagt und konnte nicht an ihre gewohnten Leistungen anschließen. Zum Ende 2019 beendete sie ihre Radsportlaufbahn.

## Auszeichnungen
- 2014: Polnische Radsportlerin des Jahres[2]

## Erfolge

### Bahn
2010
- U23-Europameisterschaft – Mannschaftsverfolgung (mit Renata Dąbrowska und Małgorzata Wojtyra)

2011
- Europameisterschaft – Punktefahren
- U23-Europameisterschaft – Einerverfolgung, Mannschaftsverfolgung (mit Eugenia Bujak und Małgorzata Wojtyra)
- U23-Europameisterschaft – Punktefahren

2012
- Weltmeisterin – Punktefahren
- Europameisterschaft – Mannschaftsverfolgung (mit Małgorzata Wojtyra, Edyta Jasińska und Eugenia Bujak)
- Europameisterschaft – Omnium
- U23-Europameisterschaft – Mannschaftsverfolgung (mit Eugenia Bujak und Małgorzata Wojtyra)

2013
- Weltmeisterin – Omnium
- Europameisterschaft – Mannschaftsverfolgung (mit Małgorzata Wojtyra, Edyta Jasińska und Eugenia Bujak)
- Polnische Meisterin – Omnium, Einerverfolgung

2014
- Bahnrad-Weltcup in Guadalajara – Omnium
- Weltmeisterschaft – Scratch

2015
- Europameisterin – Punktefahren

2016
- Weltmeisterin – Punktefahren
- Europameisterschaft – Mannschaftsverfolgung (mit Justyna Kaczkowska, Daria Pikulik und Nikol Płosaj)
- Europameisterschaft – Punktefahren

2017
- Europameisterschaft – Mannschaftsverfolgung (mit Justyna Kaczkowska, Daria Pikulik und Nikol Płosaj)

2019
- Europaspiele – Mannschaftsverfolgung (mit Justyna Kaczkowska, Karolina Karasiewicz und Nikol Płosaj)

### Straße

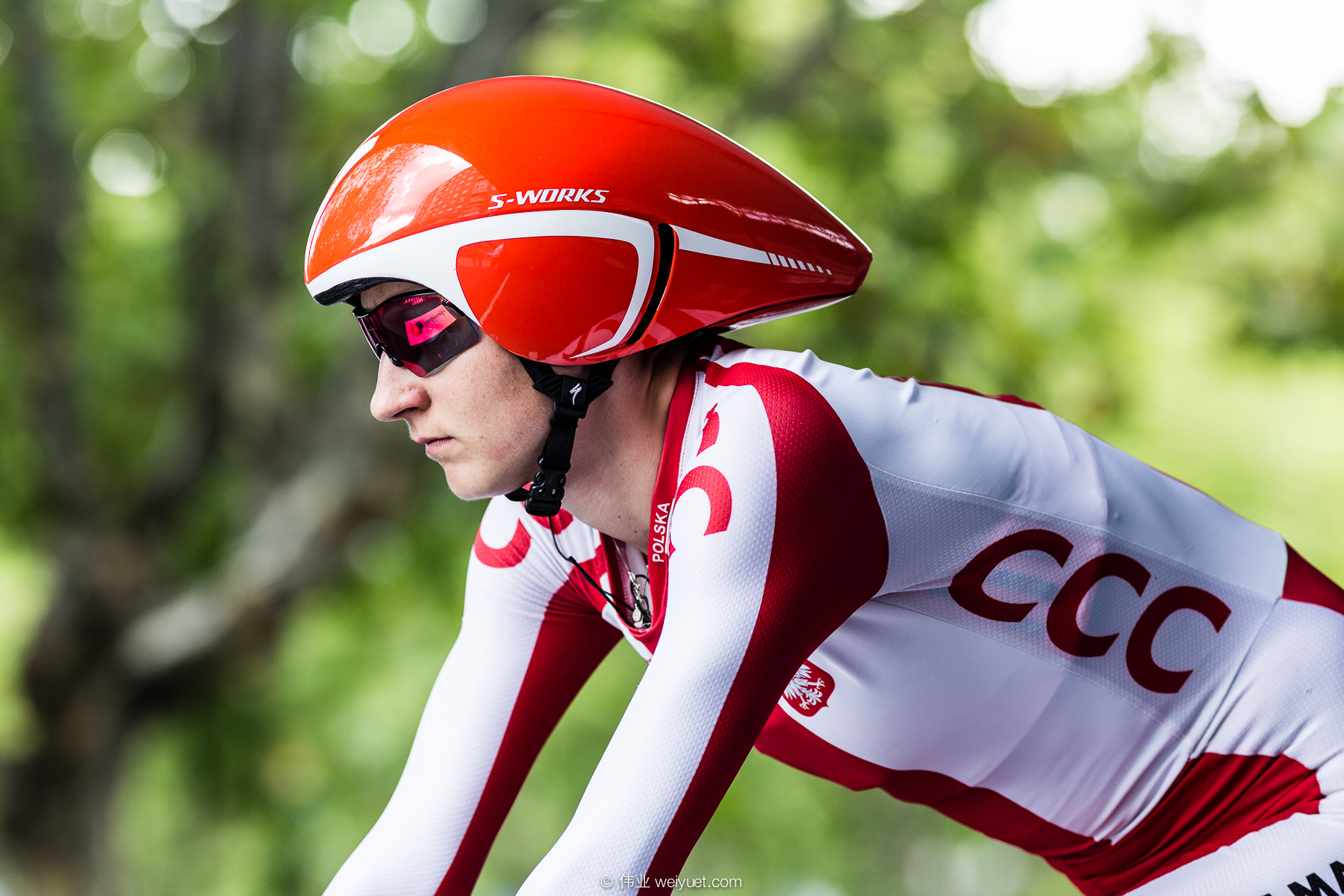
Pawłowska bei den Straßenweltmeisterschaften 2014

2009
- Polnische Meisterin – Paarzeitfahren (mit Magdalena Zamolska)

2012
- Polnische Meisterin – Straßenrennen, Paarzeitfahren (mit Paula Fronczak)

2013
- Polnische Meisterin – Einzelzeitfahren
- eine Etappe Tour de Bretagne Féminin
- Gesamtwertung und zwei Etappen Circuit de la Haute-Vienne

2015
- Weltmeisterschaft – Mannschaftszeitfahren (mit Ellen van Dijk Evelyn Stevens, Christine Majerus, Chantal Blaak und Lizzie Armitstead)

2016
- zwei Etappen Tour Cycliste Féminin International de l’Ardèche
- Mannschaftszeitfahren Open de Suède Vårgårda

2017
- zwei Etappen Tour Cycliste Féminin International de l’Ardèche
- eine Etappe Healthy Ageing Tour
- Polnische Meisterin – Einzelzeitfahren